# 中国驻阿根廷大使馆
中华人民共和国驻阿根廷共和国大使馆（西班牙語：Embajada de la República Popular China en la República Argentina），简称中国驻阿根廷大使馆，是中华人民共和国驻阿根廷共和国的外交代表机构。

## 袭击未遂事件
2020年6月5日，大使馆遭到一名青年驾车冲撞。男子声称拥有CIA与2019新型冠状病毒的资料，并不得不立即与大使交谈。